# 山地雙輪車
山地雙輪車（英語：Mountain bike）是為設計在山地非公路地形騎乘的腳踏車。

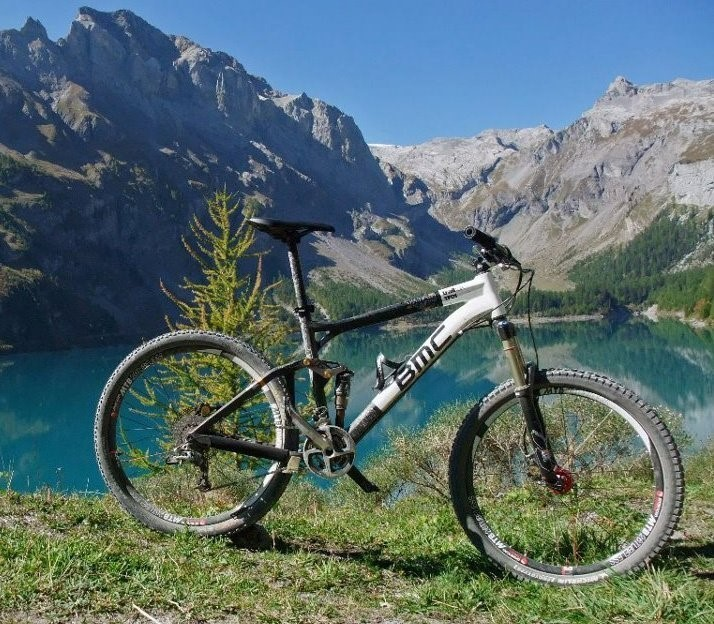
BMC TF01 2012款越野车

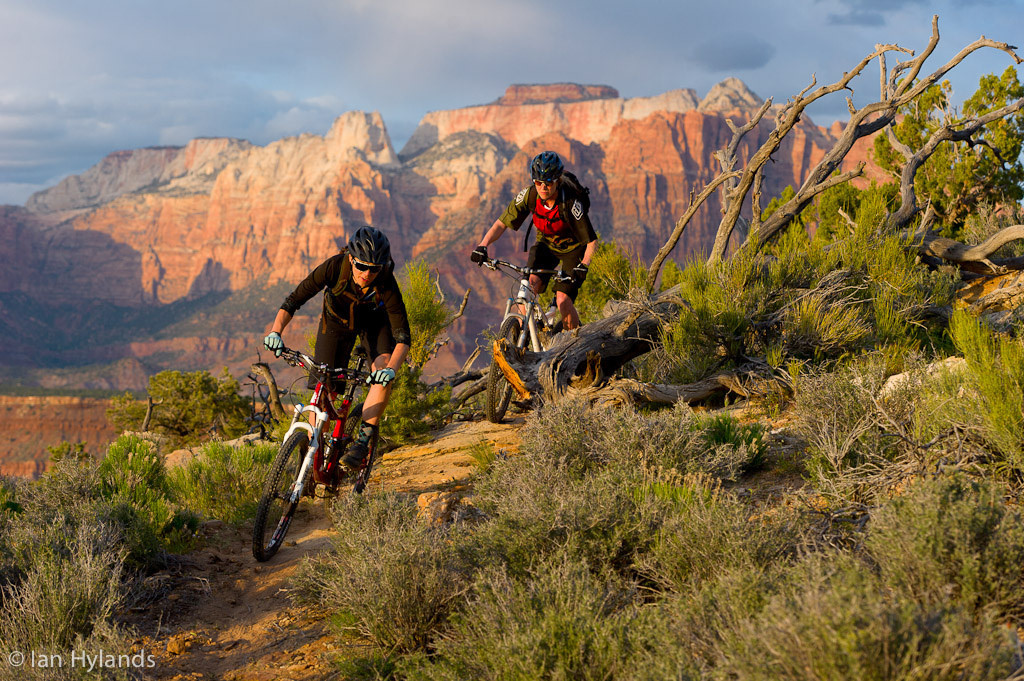
越野骑行

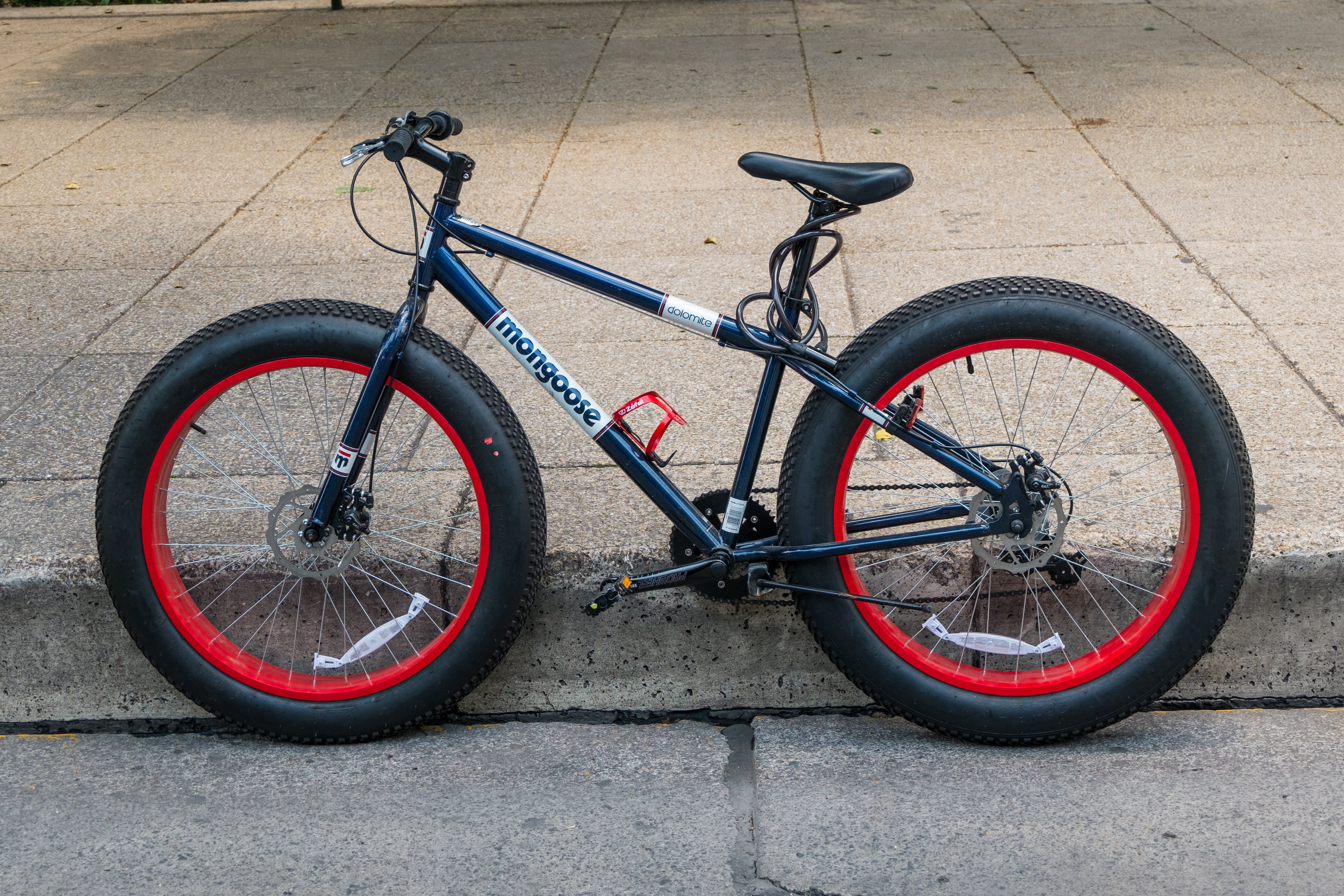
Fatbike

## 历史

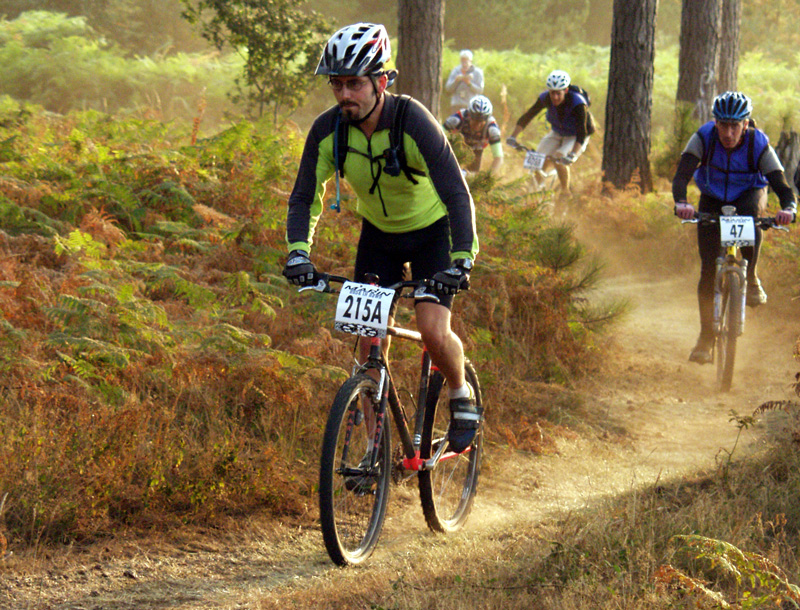
跨国登山车竞赛

登山车的历史包括了欧洲的cyclo-cross运动和英国人Roughstuff Fellowship的贡献。登山车的名字最早出现在1966，当时称作“mountain bicycle”。登山车由重型cruiser bicycle改进而来，以用于从山路自由滑行下落。登山车在1970年代的美国加州成为一项流行的运动，当时美国年轻人骑小轮车从陡峭的山腰下落。自行车架设计者Joe Breeze运用了他的构想并发展了登山车运动。2007年的记录电影《Klunkerz: A Film About Mountain Bikes》详细反映了这一时期的越野骑行运动。然而直到1970年代末至1980年代初公路自行车制造商开始使用高技术轻量级材料（如M4 aluminium）制造登山车。最早批量生产的登山车是Specialized Stumpjumper，于1981年投产。整个1990年代至2000年代，登山车从鲜为人知的运动转变为主流并活跃于国际性赛车场地和世界锦标赛的体育运动。

## 类型
登山車多年來不斷依用途變化設計。目前可細出多種類別：
- 越野單車（DH/XC Cross Country），避震行程多數為：100－120毫米，有硬尾和軟尾車形，具備登山多段變速，以公路及土路碎石路和上坡以及比較短的複雜下坡路段穿越為主要用途，考驗車手的功率輸出，上山和技術下山地型以及平路衝刺。像Specialized Bicycle Components的Epic和Epic hardtail。
- 越野單車（DH/DC Down Country），避震行程多數為：100－130毫米，全部為軟尾車型，是一款新型的山地車種，介於All mountain和Cross-country山地車之間，有著跟All mountain山地車差不多的幾何設計和設定，但是比All mountain還要輕量簡單，以全山地越野主要用途。像Specialized Bicycle Components的Epic evo和Trek Bicycle Corporation的Top fuel。
- 全地形單車（DH/All mountain），避震行程多數為：130－160毫米，多數為軟尾車型，適合大多數地型，能行走土路、碎石路、複雜下坡路段等等，以全山地越野主要用途。像Trek Bicycle Corporation的Fuel EX。
- 全地形單車（DH/Enduro），避震行程多數為：160－180毫米，全部為軟尾車型，適合全部地型，騎行風格有一定的上坡，而下坡路段和下坡車的地形一樣。像Trek Bicycle Corporation的Slash等等。
- 自由騎單車（DH/FR/Freeride），避震行程多數為：160毫米或以上，介於越野單車與下坡單車間的設計，登山車中最重量級設計之一，供穿越惡劣地型以及下山花式動作，配備強壯避震器，粗厚輪胎，設計為可進行自山坡地下衝以及花式的極限運動。
- 下坡單車（DH/Downhill），避震行程多數為：180毫米以上，登山車中最重量級設計之一，配備強壯避震器，粗厚輪胎，設計為可進行自山坡地下衝的極限運動。像Trek Bicycle Corporation的Session。

## 外部連結
- IMBA (International Mountain Biking Association)
- Mtbr.com (Mountain Bike Review) （页面存档备份，存于）
- Mountain Bike Roots - photos and race results from 1980's events （页面存档备份，存于）
- "A Brief History of the Mountain Bike" by Jobst Brandt
- Vorb (New Zealand Mountainbike Community) （页面存档备份，存于）
- Best mountain bike （页面存档备份，存于）
- RST Suspension （页面存档备份，存于）